# Micrograma

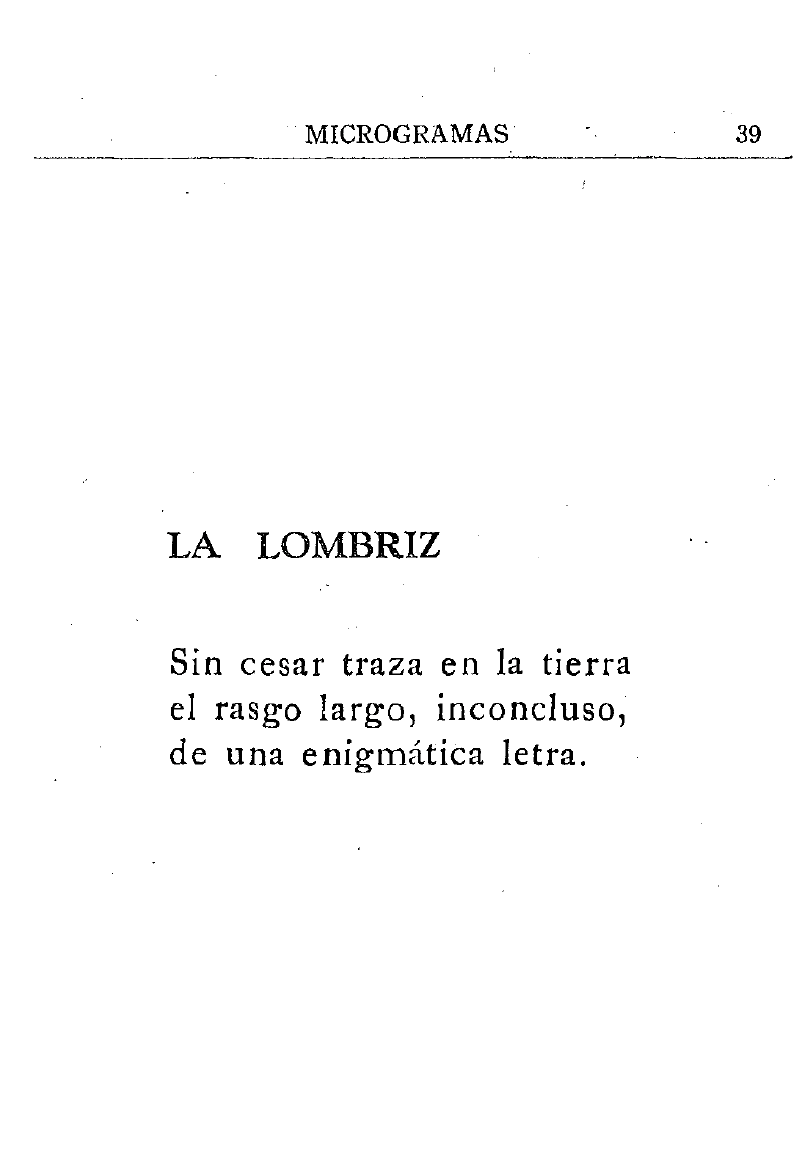
Micrograma sobre una Lombriz, publicado en el libro Microgramas (1940)

El micrograma es un género literario propuesto por Jorge Carrera Andrade como miniaturas líricas que se forman a partir de una tendencia hacia la poesía depurada y la metáfora visual. Publicados inicialmente en la década de 1930 y recopilados en Microgramas (1940), este nuevo género buscaba la esencia de las cosas y la construcción de un sistema cósmico lírico, donde el poeta actuaba como un "cronista del cosmos" interpretando el lenguaje del mundo. En lugar de una escuela vanguardista como el surrealismo o el ultraísmo, Carrera Andrade optó por un género literario, para de esta manera contribuir a la renovación de las letras. 

## Historia

### Antecedentes
El segundo libro de Carrera Andrade, La guirnalda del silencio (1926), sigue una tendencia hacia la purificación de la poesía  supresión de lo anecdótico y ornamental, énfasis en la metáfora, sinestesia supresión de enlaces sintácticos, reducción de lo auditivo e insistencia en lo visual. Esto se debe a una inclinación natural de Carrera Andrade hacia el uso de la metáfora para definir objetos y seres con gran concreción visual (ejemplos: "El pájaro es el periódico / de la mañana en el campo"). Estos versos plásticos llevaron a la creación de miniaturas líricas llamadas microgramas.

### Publicación y significado
En sus propias palabras:

"El micrograma no es sino el epigrama español, despojado de su matiz subjetivo. O más bien dicho, el epigrama esencialmente gráfico, pictórico, que por su hallazgo de la realidad profunda del objeto de su actitud secreta llega a constituir una estilización emocional; el epigrama reducido en volumen, enriquecido de compleja modernidad, ensanchado a todas las cosas que integran el coro vital de la tierra."
Carrera Andrade sobre el Micrograma

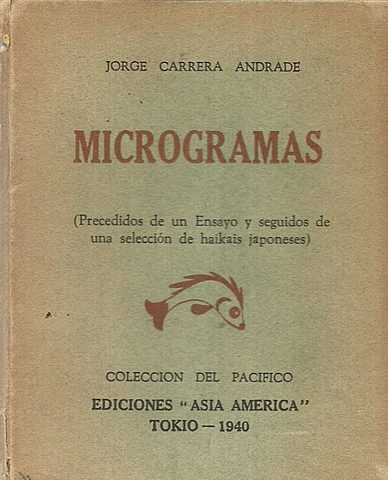
Microgramas de Jorge Carrera Andrade

Doce microgramas aparecieron en Boletines de mar y tierra (1930), once en El rol de la manzana (1935), y todos, más ocho inéditos, se recogieron en Microgramas (1940). Con este último libro, Carrera Andrade definió este nuevo tipo de poema y su relación con los epigramas, haikus y las greguerias de Ramón Gómez de la Serna. Carrera Andrade definiría a los microgramas como epigramas sin su elemento subjetivo, buscaría no solamente llegar a la esencia de las cosas, como si de una definición poética se tratase, sino después construir un sistema que estructure los elementos definidos, razón por la cual Carrera Andrade llegaría a definirse a sí mismo como un "Cronista del cosmos".
En su publicación de Microgramas en 1940 iniciaría con un poema titulado justamente "Ordenando un universo". Ahí describiría un universo infantil inmediato poblado de pequeños seres que podía manipular. En este juego cósmico personal, asignaba compañeros significativos a cada criatura, como la araña al colibrí y el caracol al ostión. Reconocía la belleza funcional incluso en seres considerados feos, como el sapo y el gusano. Observando la naturaleza, desde el flamenco hasta el cactus, aprendió a descifrar el "alfabeto de los pájaros", animales a los que consideraba signos del orden espiritual del planeta. Esto es algo que caracterizó a Carrara Andrade desde su infancia, que estuvo marcada por esta exploración íntima y simbólica del mundo natural.
Carrera Andrade exalta la trascendencia y modernidad del micrograma, viéndolo como una "antena" para captar la realidad profunda de los objetos y convertirla en estilización poética. La modernidad del micrograma se relaciona con las nuevas tendencias poéticas vanguardistas (síntesis, novedad de imágenes, internacionalismo, infantilismo), que Carrera Andrade creía que favorecerían su desarrollo futuro. Los elementos que autores como Guillermo de Torre atribuye a la poesía vanguardista (supresión de lo anecdótico, importancia de la metáfora, versolibrismo, reducción de lo auditivo e insistencia en lo visual, sinestesia) son precisamente los que definen el micrograma, lo que demuestra que Carrera Andrade llegó a una poesía de vanguardia por sus propios medios.
Esto se encuentra en el centro de la concepción poética de su obra ya que considera que la misión de un poeta es interpretar las apariencias del mundo y descifrar el lenguaje de las cosas para ayudar a otros a comprenderlas, haciendo así que la vida valga la pena ser vivida. Además el poeta debe revelar la realidad, transformarla metafóricamente (creación lírica) y guiar a los lectores hacia un horizonte espiritual más amplio a través de su poesía. Esto se basa en su concepción de la relación estética como una colaboración entre la realidad y el observador, sin que ninguno de los dos se imponga. Para ello, la mente consciente organiza los elementos de la realidad utilizando los recursos más apropiados para presentar la realidad con toda su autenticidad.
A esto se suma la claridad y el rigor. Los versos de Carrera Andrade son claros y están expuestos a mucho trabajo. Es el rigor reflexivo la manera en la que se logra la fuerza expresiva. Por esta razón se ha descrito su poesía como la de un artesano, de tejedor esmerado, poesía pulida, axiomática, precisa, calculada y labrada hasta la minucia. Es seguramente ese deseo de control, ese deseo de imponer analogías, de crear un mundo sin paradojas, sin contradicciones, lo que llevó a Carrera Andrade a opinar que el método de su trabajo es el rigor. Un extremo rigor del lenguaje donde cada palabra debe ocupar su sitio exacto casi con una certidumbre matemática.

## Los microgramas y la vanguardia

### El género literario y los -ismos

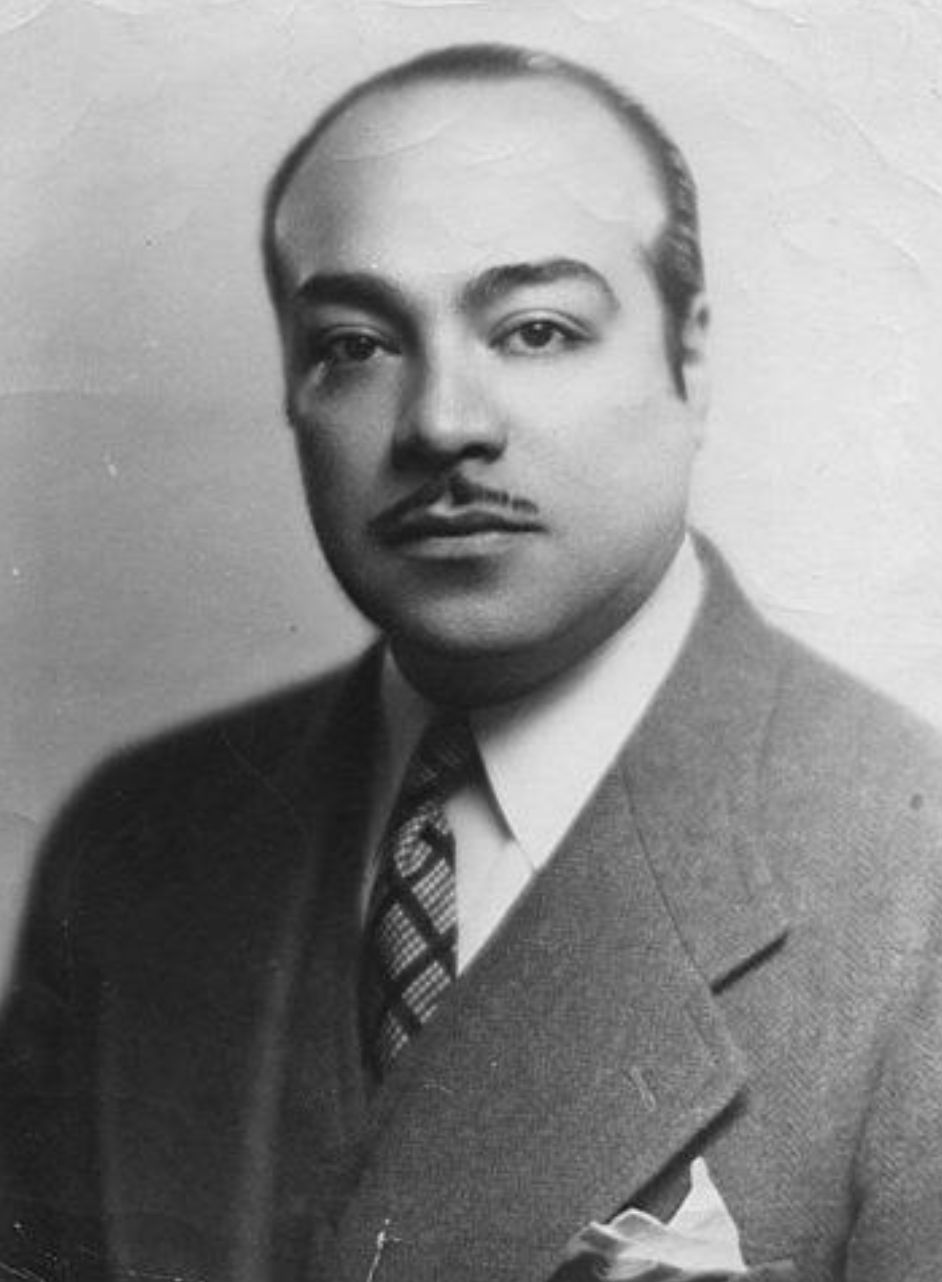
Jorge Carrera Andrade

Para Carrera Andrade, la poesía es la culminación del estado cultural de un pueblo, y se debería buscar la madurez de esa culminación en América por medio de una poesía autónoma. Su obra se resume como un proceso natural que se desarrolla en círculos concéntricos, desde el pequeño mundo rural hasta el cosmos. La principal constante de su obra es la exaltación de la realidad y el descubrimiento de las cosas como un medio para alcanzar la unidad en la humanidad. Esto permitiría a la poesía latinoamericana la posibilidad de expresarse con dignidad, ennobleciendo las cosas en el margen y agrandándolas como si fueran vistas a través de la lupa del lirismo. Su poesía busca  la transparencia, la frescura virginal del lenguaje. Rechaza lo trivial a través de la metáfora correcta.
Por esta razón tuvo diferencias con los distintos -ismos vanguardistas, Carrera Andrade consideraba que el creacionismo le debe mucho a Apollinaire quien acuñó el término surrealismo para designar la poesía subconsciente. Su obra en concreto no le debe mucho al surrealismo ya que siempre prefirió el "objeto" a la "sombra". La metáfora en su obra, además se origina en la unidad y no en la diferencia como sucede en el surrealismo. Adicionalmente, creía que para la segunda mitad del siglo XX el surrealismo había sido parcialmente reemplazado por un interés marcado por la historia. Esto se puede ver en la manera en la que poetas hispanoamericanos como Luis Cardoza y Aragón, Miguel Ángel Asturias, Xavier Abril, Neruda y Vallejo, optaron por una poesía político-social, priorizando la dimensión histórica sobre el subconsciente. Por otro lado, el ultraísmo era a su juicio, un "eco tardío de los movimientos vanguardistas franceses y de Apollinaire". Por esta razón, Carrera Andrade aceptaba más bien la caracterización de su obra que lo posicionaba de manera equidistante entre el intelectualismo de Borges y la expresión intuitiva de Vallejo. Ante las escuelas vanguardistas que tuvieron una duración limitada a su época, Carrera Andrade consideró la creación de un género literario que sí perdure en el tiempo, como un acto de vanguardia que renovaría las letras.

### El ultraísmo y la disolución de la unidad
Durante su estancia en París (1929), Carrera Andrade trabajó en un libro de crítica literaria sobre el vanguardismo hispanoamericano titulado "El vanguardismo", que no se publicó entonces, como relataría en su autobiografía El Volcán y el Colibrí. Sin embargo, algunos conceptos de este libro se expresaron en conferencias posteriores (1970-1971), recogidas en Reflexions on Spanish American Poetry, donde analiza la influencia francesa y el impacto de la vanguardia. En aquellos días, durante su estancia en Paris Carrera Andrade mantenía correspondencia con el escritor peruano Alberto Guillén quien publicó, en Madrid, una antología de jóvenes poetas de América, en la que aparecieron algunos de sus poemas de aquel período de sabor ultraísta, como "Primavera & Compañía". Sin embargo, la influencia del ultraísmo en Ecuador fue muy limitada y a juicio de Carrera Andrade fue un "eco tardío de los movimientos vanguardistas franceses y de Apollinaire". En particular Jorge Luis Borges contribuyó a la simplificación del lenguaje poético, y encontró un discípulo en el poeta ecuatoriano Jorge Reyes. Sin embargo, más allá de eso su influencia fue limitada. Una de las principales diferencias radica en la estructura de los poemas, que se basa en una unidad temática. En su obra existe un eje central alrededor del cual se disponen las metáforas. La disolución de la unidad temática fue una de las características del Ultraísmo, con las que su proyecto de hacer una crónica lírica del cosmos se opuso.

### El "pequeño dios" creacionista
En concreto Carrera Andrade no siente afinidad con ningún poeta ultraísta, sintiéndose más cercano si a alguna escuela vanguardista se debe elegir, a Huidobro y al creacionismo ya que cree que el esta marca una línea divisoria radical en la poesía americana como se puede ver en autores como Carlos Pellicer o Xavier Villaurrutia y en general ningún poeta del segundo cuarto del siglo XX está al margen del creacionismo. A su juicio, Huidobro abrió un nuevo camino hacia el surrealismo en la poesía hispánica, intentando fusionar la "fiesta del intelecto" (Valéry) y la "derrota del intelecto" (Breton). Sin embargo existen diferencias entre la actitud de un "creador" y la de un "cronista". Esta segunda era defendida por Carrera Andrade quien sostenía la relación estética como una colaboración entre la realidad y el observador, no como la de un creador dueño de una palabra que lo convierte en "pequeño dios" y una creación. El poeta en su obra no crea mundos a través de la palabra sino descubre elementos antes ubicados, los define, exalta y organiza dentro de un sistema que busca la unidad. También se diferenciaba del uso de la "metáfora insólita" tan característica del creacionismo a través de su concepción de la imagen que se alcanzaba a través de varias analogías entre las que destacan el símil, la metáfora, la personificación, la sustitución analógica, la sinestesia y la fusión de lo abstracto con lo concreto.

### Una alternativa al surrealismo
Carrera Andrade residió en Europa (1928-1933) durante el auge del superrealismo (aparición de Nadja en 1928 y el segundo "Manifiesto" en 1930).  Desde ahí siguió con interés el desarrollo del superrealismo. Además, en su Poesía francesa contemporánea, Carrera Andrade expresó admiración por André Breton, reconociendo su restauración de la imaginación, la rebeldía y la elocuencia en su búsqueda de liberación espiritual. Sin embargo, Carrera Andrade siguió su programa propio, con el uso de la imagen, delineado desde Estanque inefable (1922), anticipándose al programa superrealista de octubre de 1924 con el primer "Manifiesto" de André Breton, según Tristan Tzara, "de las cenizas de Dadá". Este programa, compartía con Paul Éluard el cultivo de "imágenes virginales", una "densidad sensorial" y una "ternura humilde" por animales y cosas pequeñas. Además incluía un animismo, heredado de los indígenas andinos, y que podría compararse con el misticismo impreciso de los superrealistas. A pesar de estas afinidades, Carrera Andrade no se unió al superrealismo debido a diferencias fundamentales en la concepción de la metáfora. Para él, era una operación de acercamiento entre dos realidades existentes mediante la interpretación libre, opuesto a la "creación pura del espíritu" y la arbitrariedad ilógica predicada por Breton. Carrera Andrade buscaba claridad y transparencia en su poesía para interpretar poéticamente el mundo cotidiano, no una superrealidad indefinida.
La única excepción en su obra antisuperrealista son los poemas "Zona minada" (en País secreto), escritos durante su estancia en Japón (1938-1940), que muestran una sensualidad e imaginería de clara filiación superrealista. Esta experiencia oriental (vivió en Japón por un tiempo) pareció alterar momentáneamente su lógica poética. Carrera Andrade comentó que Japón era un "paraíso de lo arbitrario y lo sensacional, un cielo surrealista" que superaba las invenciones de Breton y Dalí.

## Los microgramas y otros géneros literarios

### El micrograma y la greguería
Existen muchas semejanzas entre la greguería y el micrograma. En primer lugar por el interés definitorio: la gregueria busca definir lo indefinible; Carrera Andrade reconoce la futilidad de definir cosas por "equivalencias materiales". En segundo lugar, por el uso de la metáfora: ambos consideran la metáfora esencial como método definitorio. En tercer lugar por la atención a lo insignificante: Ambos se enfocan en detalles pequeños y momentos fugaces.
Sin embargo existen importantes diferencias. Las greguerias están en prosa, con un propósito "prosaico", humorístico y buscando la  "sorpresa", siguiendo la fórmula de "Humorismo más metáfora, igual a gregueria". Por su parte Carrera Andrade crea sus microgramas con una intención esencialmente lírica, buscando una reducción poética exacta a través de la concentración de elementos característicos. El humorismo, central en el epigrama y la gregueria, es secundario en el micrograma, que busca un sentido trascendental y la "grandiosidad del mensaje de las cosas pequeñas".

### El micrograma y el haiku
Sobre la relación del micrograma con el haiku diría lo siguiente:

El micrograma, imagen o metáfora aislada, constituyó para mí un instrumento de liberación poética. Era mi época de mayor fertilidad de la metáfora, operación mental que yo consideraba como la condensación suprema de la idea, la sensación o el sentimiento lírico, despertados por el objeto. Pese a la semejanza gráfica del micrograma con el Haiku, las dos formas difieren en su esencia. Mientras el Haiku encierra como elemento indispensable el Kidai, o sea la sensación del instante pasajero, fugaz, mínimo, del paisaje o de la existencia misma, y consiste en una ligera pincelada, el micrograma es una metáfora definidora de un ser o de una cosa material de la naturaleza.
Carrera Andrade sobre la relación del micrograma con el haiku

De esta manera el micrograma es un "trabajo de reducción de lo creado" en pequeñas fórmulas poéticas y exactas, donde se concentra la esencia del objeto observado, iluminado súbitamente por la conciencia. Esta concepción, influenciada por Bachelard, califica al micrograma como una "puerta estrecha que se abre sobre un mundo minúsculo".

## Ejemplos
Como ejemplos clásicos de microgramas encontramos los siguientes:

ZOO

Flamenco:
garabato de tiza en el charco.
Movible flor de espuma

sobre un desnudo tallo.

MOSCARDON

Moscardón: uva con alas.
Con tu mosto de silencio

el corazón se emborracha.

MARIPOSA

Eres un niño fajado.
Y cuando pliegas las alas:

folleto vivo del campo.

DEFINICION DE LA GAVIOTA

Gaviota: ceja de espuma
de la ola del silencio.
Pañuelo de los naufragios

Jeroglífico del cielo.

ALFABETO

Los pájaros son

las letras de mano de Dios.

## Homónimo
La micrografía de Robert Walser fue un método de escritura en miniatura que desarrolló como respuesta a un bloqueo creativo y una aversión a la pluma, consistente en escribir con lápiz en caligrafía Sütterlin sobre diversos soportes. Este proceso dio origen a sus  microgramas, textos de contenido variado cuya dificultad de lectura radicaba en su tamaño y caligrafía, siendo cruciales para comprender su proceso creativo tardío. En contraste, los microgramas de Carrera Andrade constituyen un género literario específico dentro de la vanguardia latinoamericana, definidos como miniaturas líricas que buscan capturar la esencia de los objetos a través de la metáfora y la concreción visual en poemas breves y concisos. Mientras la micrografía de Walser se centró en una forma física de escritura como medio para la creación literaria, los microgramas de Carrera Andrade representan una forma poética definida con propósitos estéticos vanguardistas.

## Legado
El micrograma ha sido estudiado y usado de manera extensa a partir de sus primeras publicaciones en los años treinta. Por ejemplo Gustavo Sierra L. haría un libro titulado "Por el mundo de la greguería, el micrograma y la letrilla". A manera de homenaje, Hernán Rodríguez Castelo desarrollaría los microensayos con mucha influencia.